# Márſal Tárſolkodó Muranyi Venvs

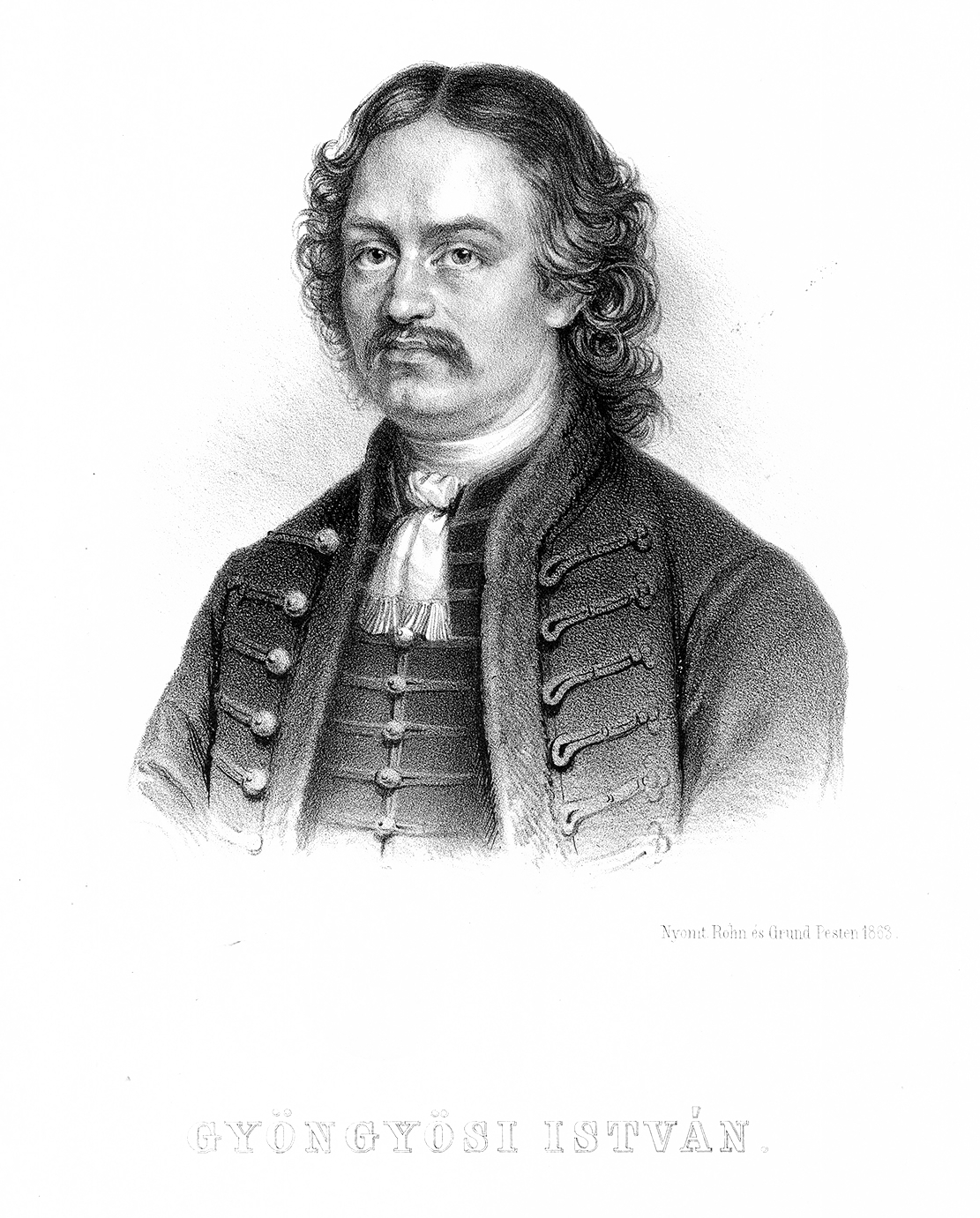
Gyöngyösi István költő

A Márſal Tárſolkodó Muranyi Venvs (aktualizált írásmóddal Marssal társalkodó murányi Venus) Gyöngyösi István legismertebb műve. Költői hírnevét ez az 1664-ben nyomtatásban megjelent elbeszélő költeménye alapozta meg.

## Keletkezése
Gyöngyösi 1663-tól Wesselényi Ferenc nádor szolgálatában állt, „komornyikja”, azaz titkára volt. A történetet magától a nádortól, főúri pártfogójától hallotta és munkáját ennek alapján írta. Megtudjuk belőle, hogyan foglalta el Wesselényi Murány várát és hogyan nyerte el a vár özvegy úrnőjének, Széchy Máriának kezét. Az esemény 1644-ben valóban megtörtént, amikor Wesselényi Ferenc még füleki kapitány volt.

Székely Bertalan: A murányi Vénusz
"Győzött az szerelem sok várat s országot,
Ezekben is Vénus gyújthat olyan lángot,
Mely tehet Murányon nemsoká csúfságot."

A Murányi Venus Gyöngyösi első, nyomtatásban megjelent munkája. Korábbi széphistóriák, valamint Ovidius hatása alatt készült, akárcsak más hasonló házassági történetei, „oltárhoz vezető eposzai”. A költő az egész regényes történetet a mitológiai istenek műveként adja elő, ezt a módszert – a mű Ajánlásában közli is az olvasóval – a régiektől tanulta.

## Cselekménye
Jegyezzék fel mások versekben az istenek ellen harcoló görög óriások tetteit – kezdi elbeszélését a szerző –, ő Murány dolgát fogja versben megénekelni.
I. Rákóczi György erdélyi fejedelem haddal támadt III. Ferdinánd magyar királyra. Az ország nagy része az erdélyiek mellé áll, csak néhányan maradnak hívek a királyhoz. Ferdinánd hűséges emberei közé tartozik Wesselényi Ferenc füleki kapitány, ez a minden tekintetben kortársai fölé emelkedő férfiú. Amikor I. Rákóczi György a Felvidék legnagyobb részét hatalmába keríti, Wesselényi Ferenc azt a megbízást kapja, hogy az erdélyiekhez pártolt és bevehetetlennek tartott Murány várát foglalja vissza. 

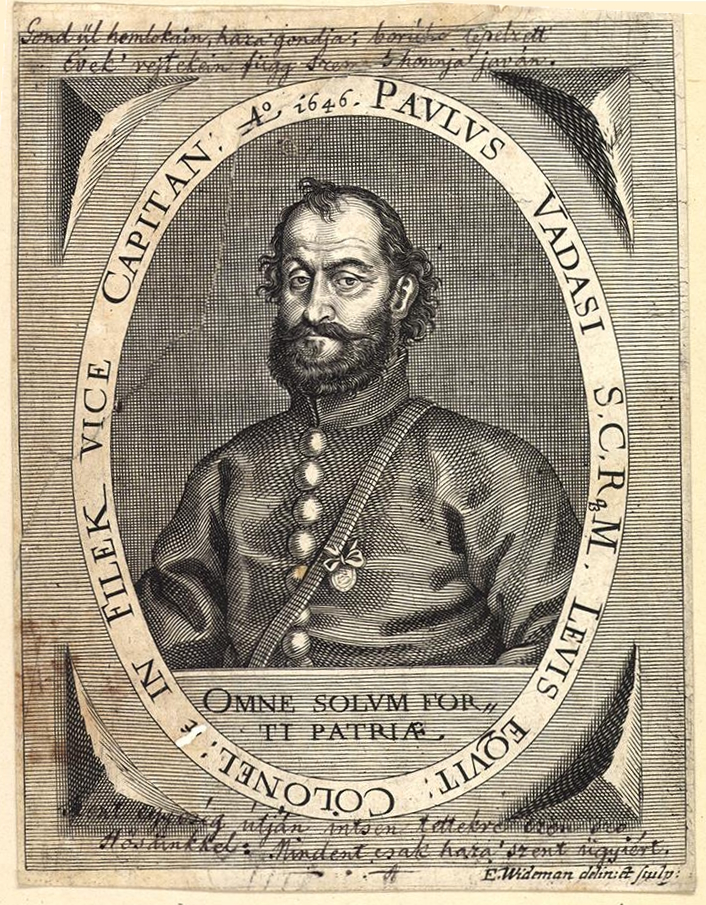
Vadászi Pál füleki kapitány.
"Amaz magyar Hector véle, Vadászi Pál,
Kinek vitéz híre az nagy egekig száll"

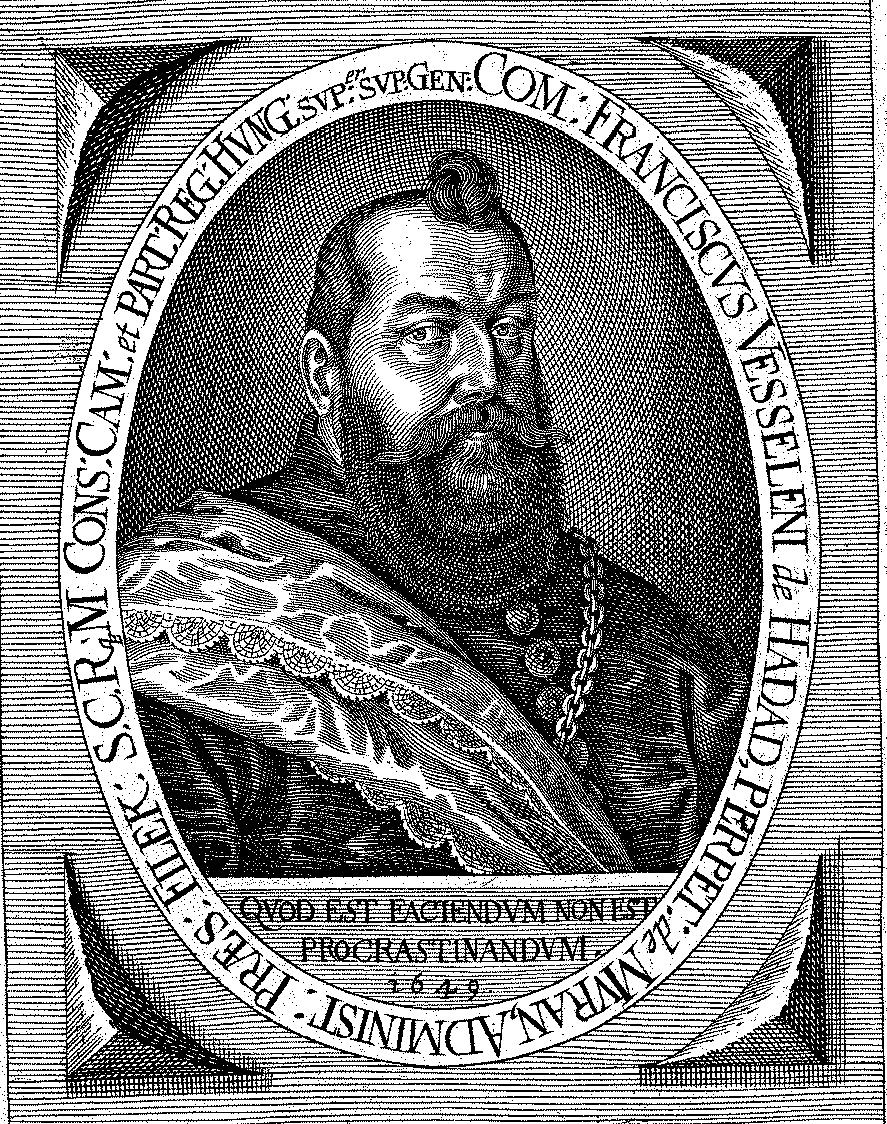
Wesselényi Ferenc nádor
"Nemes királyunknak alig volt más híve,
Az egy Wesseléni tökéletes szíve"

A murányi vár megvételét az olümposzi istenek határozzák el. Wesselényi az erős várfalak alá vezeti seregét, de tehetetlenül kénytelen vesztegelni, amíg az olümposzi istenek pártfogásukba nem veszik. Tanácskozásukban Wesselényi és a vár úrnője,  Széchy Mária sorsának elintézését Venusra bízzák, aki Cupidónak meghagyja, hogy az nyilaival sebezze meg mindkettőjük szívét. A nyilak által szerelemre gyullasztott Wesselényi levelet ír Máriának, találkát kér tőle.
A szintén „szerelemre gerjesztett” Mária kedvező választ küld, viszonozza Ferenc érzelmeit. Többszöri üzenetváltás után Mária halászás ürügyén lejön a várból, a patak partján találkoznak és mindent megbeszélnek. Ferenc arra kéri Máriát, adja föl a várat; megígéri neki, hogy feleségül fogja venni.
Mária végül örömmel beleegyezik és megtalálja a vár átadásának módját is. Kőre kötött cérnával megméri a vár sziklafalát és hosszú létrákat csináltat, hogy Wesselényi és emberei feljuthassanak a várba. A füleki kapitány a megbeszélt időben válogatott vitézeivel megjelenik a vár alatt, felkapaszkodnak a falakon és III. Ferdinánd király szolgálatára esketik fel a meglepett várbelieket. Megtartják az esküvőt, boldogan élnek. A magyar király nem feledkezik meg hűséges emberéről, nagy tisztségeket ad neki, felvidéki generálisnak nevezi ki, később még nagyobb méltóságokba helyezi. 

…Igy jutott Vesselén nagy Murány várához,
Emeltetvén onnét több méltóságához,
Érkezett Múzsám is már feltett céljához,
Fáradsága után lát nyugodalmához.

### Lapszéli tartalomjelzők
A verses szöveget prózai tartalomjelző mondatok kísérik, ezek bepillantást nyújtanak a költő feldolgozó módszerébe. Mindegyik lapszéli mondatához egy-egy verses részlet fűződik, például:
„Harmadik Ferdinánd római császár és magyar király. Rákóczi Györgytől Ferdinánd ellen háborúság indíttatik. A hírnek lakóhelye… Venus Marssal együtt választtatik Murány megvételére Wesselényi Ferenc mellé. Cupidónak házatája. Cupidó nyilának ereje. Cupidótól Wesselényi Ferencnek szíve Szécsi Mária szerelmére sebesíttetik… Megesküvések és lakodalomtartások. Wesselényi hűségének dícséreti. Máriának dícséreti.”

## Jellemzése
Mindezt hosszadalmasan, három énekben részletezve mondja el a költő, sok kitéréssel, elmélkedéssel hírről, szerelemről, vitézségről. Leírja Cupido nyilait és háza tájékát, áradozó szavakkal és lírai tirádákkal beszélteti Wesselényit. A történet nehezen indul, a sok kitérés zavarja menetét, de annál gyorsabban halad később a kifejlet felé.
Gyöngyösi István az eseményt teljes történeti hűséggel szedte versekbe, ahogy a kaland húsz évvel azelőtt valóban megtörtént. A történeti nyersanyag a gerince, de csak egyik eleme az elbeszélő költeménynek. („Az alapmotívum voltaképpen csak egy fogas, amelyre Gyöngyösi a témákat felaggatja” – jegyzi meg Szerb Antal.) Más fontos elemeit a mitológiai alakok és történések, a lírai betoldások és a leíró részletek alkotják. Ezek a közbeékelt díszítmények a tulajdonképpeni verses krónikától könnyen elválaszthatók.
A mese kitalálásában és fölépítésében, a kompozícióban és a jellemrajzban Gyöngyösinek nincs különösebb érdeme, de a hiányokért kárpótolnak az érdekes megfigyelések, a színes leírások, a szokatlan jelzők és szóképek. A természet szépségeit, a szerelem örömét és búját Gyöngyösi István úgy rajzolja, mint Balassi Bálint óta addig egy magyar költő sem. Verselése könnyed, többnyire igen jók a rímek, négyesrímű tizenkettős sorai tetszetősek.

## Kiadásai
A mű teljes címe:
Márſal Tárſolkodó Muranyi Venvs. Avagy Annak Emlekezete. Miképpen az Méltoságos Groff Hadádi Wesseleni Ferencz, Mágyar Orſzág Palatinuſſa akkor Füleki fő Kapitány, az Tékéntetes, és Nagyságos Groff Rimaszecſi Szecsi Maria Aſzſzonnyal, jövendőbeli hazaſságokrul való titkos vegezéſe által csudálatos képen meg-vette az hires Mvrany Varat. Iratot ugyán az ő Nágok, Komornikja, Gyöngőſi Iſtván által, nyomtatták Kassán, 1664 Eſztendőben.
Mai helyesírással:
Marssal társalkodó murányi Venus, avagy annak emlékezete, miképpen a méltóságos gróf hadadi Wesselényi Ferenc, Magyarország palatinusa, akkor füleki főkapitány, a tekintetes és nagyságos gróf rimaszécsi Szécsi Mária asszonnyal jövendőbeli házasságukról való titkos végzése által csodálatosképpen megvette a híres Murány várát. Iratott ugyanaz őnagyságok komornyikja, Gyöngyössi István által. Kassa, 1664.
A kötet valószínűleg néhány száz példányban jelent meg, mégpedig Wesselényi Ferenc költségén. A gazdag úr szétküldözte ismerőseinek a házasságát dicsőítő históriát. Eredeti vagy egykorú kézirata nincs a költeménynek, első kiadásából mindössze három példány maradt fenn. Újabb kiadása csak 1702-ből való, később azonban elég sűrűn megjelent.
- Gyöngyösi István: Márssal társalkodó Muranyi Vénus – regényes eposz három részben – a költő életrajzával Toldy Ferenctől, Franklin-társulat, Budapest, évszám nélkül (1892 után, legkésőbben: 1927, mivel ára: 1 korona)
- Márssal társolkodó Murányi Vénus; szöveggond., jegyz. Jankovics József és Nyerges Judit, utószó Jankovics József; Balassi, Bp., 1998 (Régi magyar könyvtár. Források)